# Apogon apogonoides
Apogon apogonoides es una especie de pez de la familia de los apogónidos en el orden de los perciformes.

## Morfología
Los machos pueden alcanzar los 10 cm de longitud total.

## Distribución geográfica
Se encuentran desde África Oriental hasta las Filipinas, Japón, Taiwán y el norte de Australia.